# Фрисланд (връх)
Връх Фрисланд (на английски: Mount Friesland) е покрит с лед връх с височина 1700,2 м в едноименния хребет Фрисланд, първенец на Тангра планина и остров Ливингстън в архипелага Южни Шетландски острови, Антарктика. Северното му ребро е свързано с хребет Плиска чрез седловина Несебър на запад, и с хребет Боулс чрез седловина Вьорнер на север. Връх Фрисланд е свързан на изток с Пресиянов рид и оттам с Каталунска седловина и връх Лясковец. На юг-югозапад върхът е свързан със „Синагогата", островърхо ледено образувание прилежащо към съседния връх Свети Борис. Върхът се издига над ледник Хънтрис на запад, ледник Перуника на север-северозапад, ледник Хюрън на североизток и ледник Мейси на югоизток.
Околният район е известен с особено неблагоприятното си време, може би най-лошото в света според опитния антарктически алпинист Деймиън Гилдей. А според българския алпинист Дойчин Василев, ако такова време имаха Хималаите, човечеството отдавна да е забравило за тях.

## История
Върхът е известен на американски и британски тюленоловци още от 1820 – 21, и познат под различни имена като „Фризланд“, „Фрисланд“ и „Барнард“. Окончателно за върха остава името „Фрисланд“, което е най-често използвано в миналото, а „Барнард“ е запазено като име на близкия морски нос от югоизточната страна на входа в Лъжливия залив.
Височината на върха е определена 1684 м от българско топографско проучване през сезона 1995/96, уточнена от австралийско GPS измерване през 2003, и потвърдена от българското топографско проучване Тангра 2004/05. Леденият релеф, а оттам и надморската височина на географските обекти в околността е предмет на промени; според българско GPS заснемане от Д. Боянов и Н. Петков височината на Фрисланд е 1693 m през декември 2016, което прави връх Свети Борис (1699 м) първенец на Тангра планина и острова през този сезон.
Първото изкачване на върха е на 30 декември 1991 от каталонците Франсеск Сабат и Жорже Енрике от испанската база Хуан Карлос I. Върхът е изкачен за втори път и неговата надморска височина е точно установена от екип на австралийците Деймиън Гилдей и Джон Бат и чилиеца Родриго Фика на 20 декември 2003. Третото изкачване на връх Фрисланд е от българите Любомир Иванов и Дойчин Василев от Лагер Академия на 15 декември 2004. И трите изкачвания са по маршрута Сабат–Енрике от местността Лагер Академия (541 м) през Каталунска седловина (1260 м) и Пресиянов рид (1456 м).

## Местоположение
Връх Фрисланд е разположен 12.5 км североизточно от нос Барнард, 9.7 км на изток-югоизток от база Св. Климент Охридски, 3.6 км югоизточно от най-високата точка на хребет Плиска, 6.1 км южно от връх Боулс, 2.9 км на юг-югозапад от Лагер Академия, 6.7 км западно от Големия Иглен връх и 6.85 км северно от нос Самуил. (Британско картографиране от 1968, чилийско от 1971, аржентинско от 1980, испанско от 1991, американско от 2004, и българско от 1996, 2005 и 2009.)

## Карти
- South Shetland Islands. Scale 1:200000 topographic map No. 3373. DOS 610 – W 62 58. Tolworth, UK, 1968.
- Islas Livingston y Decepción. Mapa topográfico a escala 1:100000. Madrid: Servicio Geográfico del Ejército, 1991.
- L.L. Ivanov. Livingston Island: Central-Eastern Region. Scale 1:25000 topographic map. Sofia: Antarctic Place-names Commission of Bulgaria, 1996.
- S. Soccol, D. Gildea and J. Bath. Livingston Island, Antarctica. Scale 1:100000 satellite map. The Omega Foundation, USA, 2004.
- L.L. Ivanov et al., Antarctica: Livingston Island and Greenwich Island, South Shetland Islands (from English Strait to Morton Strait, with illustrations and ice-cover distribution), 1:100000 scale topographic map, Antarctic Place-names Commission of Bulgaria, Sofia, 2005
- Л. Иванов. Антарктика: Остров Ливингстън и острови Гринуич, Робърт, Сноу и Смит. Топографска карта в мащаб 1:120000. Троян: Фондация Манфред Вьорнер, 2009. ISBN 978-954-92032-4-0 (Допълнено второ издание 2010. ISBN 978-954-92032-8-8)
- Л. Иванов. Карта на остров Ливингстън. В: Иванов, Л. и Н. Иванова. Антарктика: Природа, история, усвояване, географски имена и българско участие. София: Фондация Манфред Вьорнер, 2014. с. 18 – 19. ISBN 978-619-90008-1-6
- Antarctic Digital Database (ADD). Scale 1:250000 topographic map of Antarctica. Scientific Committee on Antarctic Research (SCAR), 1993 – 2014.
- А. Камбуров и Л. Иванов. Хребет Боулс и централна Тангра планина: Остров Ливингстън, Антарктика. Карта в мащаб 1:25000 map. София: Фондация Манфред Вьорнер, 2023. ISBN 978-619-90008-8-5

## Галерия
- Топографска карта на островите Ливингстън и Смит
- Основна сграда на българската база Св. Климент Охридски, зад нея ледник Балкан и на заден план (от ляво надясно) върховете Фрисланд, Св. Борис и Симеон
- Хребет Фрисланд гледан от протока Брансфийлд, на заден план върховете Св. Методий, Св. Кирил, Симеон, Св. Борис, Фрисланд и Лясковец, на преден план Иглен връх, ледник Мейси и Пешев рид
- Връх Фрисланд гледан от горната част на ледник Перуника, на преден план вдясно хребет Плиска
- На върха, на преден план вдясно отворът на скрита ледникова пукнатина
- Поглед от връх Фрисланд към връх Св. Борис, на преден план „Синагогата"
- Поглед от връх Фрисланд към южната част на полуостров Хърд с Лъжливия залив вляво и Южния залив вдясно, на хоризонта вляво о. Смит
- Поглед от връх Фрисланд надолу към района на испанската база, на заден план нос Хана и западната част на о. Ливингстън
- Българско крайбрежие гледано от връх Фрисланд; на преден план нунатаците Кастильо и Уилан, в средата ледник Балкан, и на заден план от ляво надясно връх Атлантически клуб, хълм Хесперидес, хълмове Песяков и Синеморец с българската база между тях, и хълм Еспаньола.
- Топографска карта на централно-източната част на остров Ливингстън
- Карта на Тангра планина
- Маршрут на българското топографско проучване Тангра 2004/05, включващо връх Фрисланд
- Топографска карта на хребет Боулс и централна Тангра планина, показваща връх Фрисланд